# 沃洛西夫卡 (特諾皮爾州)
49°40′7″N 25°13′26″E / 49.66861°N 25.22389°E
沃洛西夫卡（烏克蘭語：Волосівка）是烏克蘭的村落，位於該國西部捷爾諾波爾州，由捷尔诺波尔区負責管轄，始建於1656年，面積1.05平方公里，2022年人口286，人口密度每平方公里332.4人。